# Ydre Country Festival
Ydre Country Festival är en av Sveriges största countryfestivaler. Sommaren 2006 hade den fler än 6 000 besökare. På festivalen kan man se besökare som är uppklädda som cowboys, indianer, pälshandlare mm. Det är en festival för hela familjen så besökarna är i alla åldrar. 
Musiken är den viktigaste delen av festivalen. Många långväga gäster har besökt Hestra i Ydre, t.ex. Wanda Jackson, Danni Leigh, Rednex, Wayne Law, Heather Myles m.fl. 
Ydre Country Festival brukar vara andra veckan i juli. Den är i vackra Ydre som ligger i södra Östergötland. Festivalområdet är i Hestra och då på Torpavallens idrottsplats. Bredvid festivalområdet finns även en stor naturcamping med ca 250 plater. 